# Ruppert János
Ruppert János (Pécs, 1959. április 8. –) magyar szobrász, festő, grafikus.

## Élete
Az általános iskolát lakhelyén, Mecseknádasdon végezte 1973-ig. 1973–76 között a pécsi 508-as Szakmunkásképzőben szerkezetlakatos szakmunkás tanuló, s ugyanitt esti képzésben 1979-ben érettségizett.  
A sikeres szakmunkás vizsga után a Pécsváradi Mezőgép dolgozója. Művészi tanulmányokat egyénileg végzett több mesternél: Martyn Ferenc, Pandur József, Valkó László, Lantos Ferenc, Kígyós Sándor, Bocz Gyula, Farkas Ádám.  
Az Iparművészeti Főiskolán tett sikertelen felvételi után 1980-ban úgy döntött, hogy autodidaktaként folytatja művészeti munkásságát. Két és fél év katonaság után továbbra is szakmunkásként dolgozik. 1995-ig Mecseknádasdon lakott, majd nősülést követően Szekszárdra költözött. 

## Munkássága
1983–1986 között a Pécsi Pannónia Rajz és Animációs Stúdió rajzolója, és mozgástervezője. 1987–1988 között épületszobrász Pécsen, 1988-ban dekoratőr, 1989-ben a Pécsi Nemzeti Színháznál díszletfestő. 1994-től szellemi szabadfoglalkozású képzőművész. Rendszeres résztvevője hazai és nemzetközi kiállításoknak és szobrász szimpóziumoknak. Tagja 1991-től a Fiatal Képzőművészek Stúdiójának, 1993-tól az esslingeni Künstlergildének (Németország), 1994-től a Magyar Alkotóművészek Országos Egyesületének (MAOE), 1997-től a Tolna megyei Képző- és Iparművészek Szövetségének, 2007-től a Magyarországi Német Írók és Művészek Szövetségének (VUdAK). Részt vett a 15., 18–20. Pécsi Kisplasztikai Biennálén, 2017-ben a munkácsi (Ukrajna), 2018-ban a Sur En-i (Svájc) és 2019-ben a lutachi (Olaszország) szobrász szimpóziumon.
Kő, bronz és fa szobrok mellett szén, pasztell vagy vegyes technikájú festményeket és grafikákat készít. Szobrait vitalitással teli szimbolikus és morális megfogalmazást rejtő organikus jellegű plasztikai elgondolás jellemzi. Festményei és grafikái az érzelmek szabad áramlását tükrözik heves és lírai vonalakkal. Köztéri szobrai megrendelésre készültek és naturális stílusuk miatt távol állnak kisplasztikái stílusának világától.

## Kiállításai (válogatás)
Egyéni
- 1983 Pécs, Dunántúli Napló Székháza
- 1988 Pécs, Orvosi Egyetem
- 1990 Unterensingen (Németország)[3]
- 1997 Tolna, Művelődési Ház
- 1998 Gyönk, Művelődési Ház
- 2002 Szekszárd, Babits Művelődési Ház
- 2002 Pécs, Pincegaléria
- 2002 Várpalota, Nagy Gyula Galéria
- 2002 Budapest, Ferencvárosi Pince Galéria
- 2004 Szekszárd, Művészetek Háza
- 2007 Szekszárd, Garay 8 Kapualj Galéria[4]
- 2009 A magyarországi németek elűzése c. grafikai kiállítás, Pécs, Lenau Ház
- 2012 Sindelfingen, Haus der Donauschwaben (Németország)
- 2013 Grafing bei München, Könyvtár (Németország)
- 2015 Szekszárd, Művészetek Háza
- 2015 Pécs, Total-Art
- 2021 Budajenő, Magtár múzeum.
- 2023 Pécs, Gebauer Galéria

Csoportos
- 1992 II. Országos Szobrászrajz Biennálé, Budatétényi Galéria
- 1993 I. Országos Pasztell Biennále, Balassa Bálint Múzeum, Esztergom
- 1993 Dinamikus kompozíciók, Art-Mo, Közlekedési Múzeum, Budapest
- 1993 International Art Competition, New York
- 1994 I. Nemzetközi Szobrász Biennálé, Burghessler (Németország)
- 2001 Milleneumi Szobrászati Kiállítás, Műcsarnok, Budapest
- 2001 „Dante Magyarországon” Művészetek Háza, Szekszárd
- 2002 Szobrász Szimposium, Moritzburg (Németország)
- 2003 XIV. Biennale, Centro Dantesco Ravenna (Olaszország)
- 2003 Ezüstgerely, Budapest
- 2003–2004 „Petőfi a szobrászatban” Országos kiállítás, Kiskőrös
- 2006 Ezüstgerely, Budapest
- 2006 Nemzetközi Szobrász szimpozium, Frauenstein (Németország)
- 2006 LAPIDEA 8, Mayen (Németország)
- 2008 Nemzetközi Szobrász szimpozium, Litomerice (Csehország)
- 2010 „Kunst und Bier” szobrász szimpozium, Andechs, München (Németország)
- 2010 Szekszárdi képzőművészek csoportos kiállítása, Lugos, Pro Arte Galéria[5]

## Alkotásai gyűjteményekben
Cirkuszi mutatványos, kisplasztika, Magyar Cirkuszművészeti Múzeum

## Szobrai köztéren és közösségi térben
- Kapcsolat, Unterensingen, 1992: A szobor a Mecseknádasd és Unterensingen közti partnerkapcsolatot szimbolizálja, megrendelésre készült Németországban. A település Nürtingen felöli bejáratában lévő parkban került felállításra.
- Anyai fájdalom, Mecseknádasd, 1993
- Anyai fájdalom, Bonyhád, 1997
- Ney Dávid-emléktábla, Várpalota, 2001
- Madár, Moritzburg, 2002, Nemzetközi szobrász symposium
- Szent Flórián-szobor, Almamellék, 2005
- Stilizált G betű, Szekszárd, 2006
- Kapcsolódás, Frauenstein, 2006, Europäische Kunst Symposium
- A lélek kútja, Mayen, 2006
- Kitelepítettek emlékműve, Györköny, 2009
- Szent Borbála-szobor, Szászvár, 2010[6]
- Kapu, Beregszentmiklóson, majd a galíciai Sztarij Szambolban, 2017, III. Nemzetközi Kőszobrász Találkozó[7]
- Angyal, Wolkersdorf im Weinviertel, temető, a Stavridics család síremléke, 2019

## Díjai, elismerései
- 2003–2004 Petőfi a szobrászatban – Országos Kisplasztikai kiállítás, Kiskőrös, 1. díj
- 2021 Országos Cirkuszművészeti Pályázat, 3.díj